# Acanthodelta melicerta
Acanthodelta melicerta är en fjärilsart som beskrevs av Dru Drury 1770. Acanthodelta melicerta ingår i släktet Acanthodelta och familjen nattflyn. Inga underarter finns listade i Catalogue of Life.